# Mont Caume
Pour l’article ayant un titre homophone, voir Mont-caume.
Pour les articles homonymes, voir Caume.
 (janvier 2020).
Le mont Caume est le point culminant des Monts toulonnais, avec une altitude de 801 mètres. C'est une montagne calcaire entourée au sud par le Baou de Quatre Oures (576 m), au nord par le Grand Cap et le massif de Siou-Blanc (qui s'étale du mont Caume jusqu'à la vallée de Signes), à l'est par le mont Faron (584 m) et le mont Coudon (700 m) et à l'ouest par le Gros-Cerveau (446 m).

## Toponymie
« Caume » est un toponyme désignant, en provençal, un plateau désertique servant de pâturage.

## Géographie

### Panorama

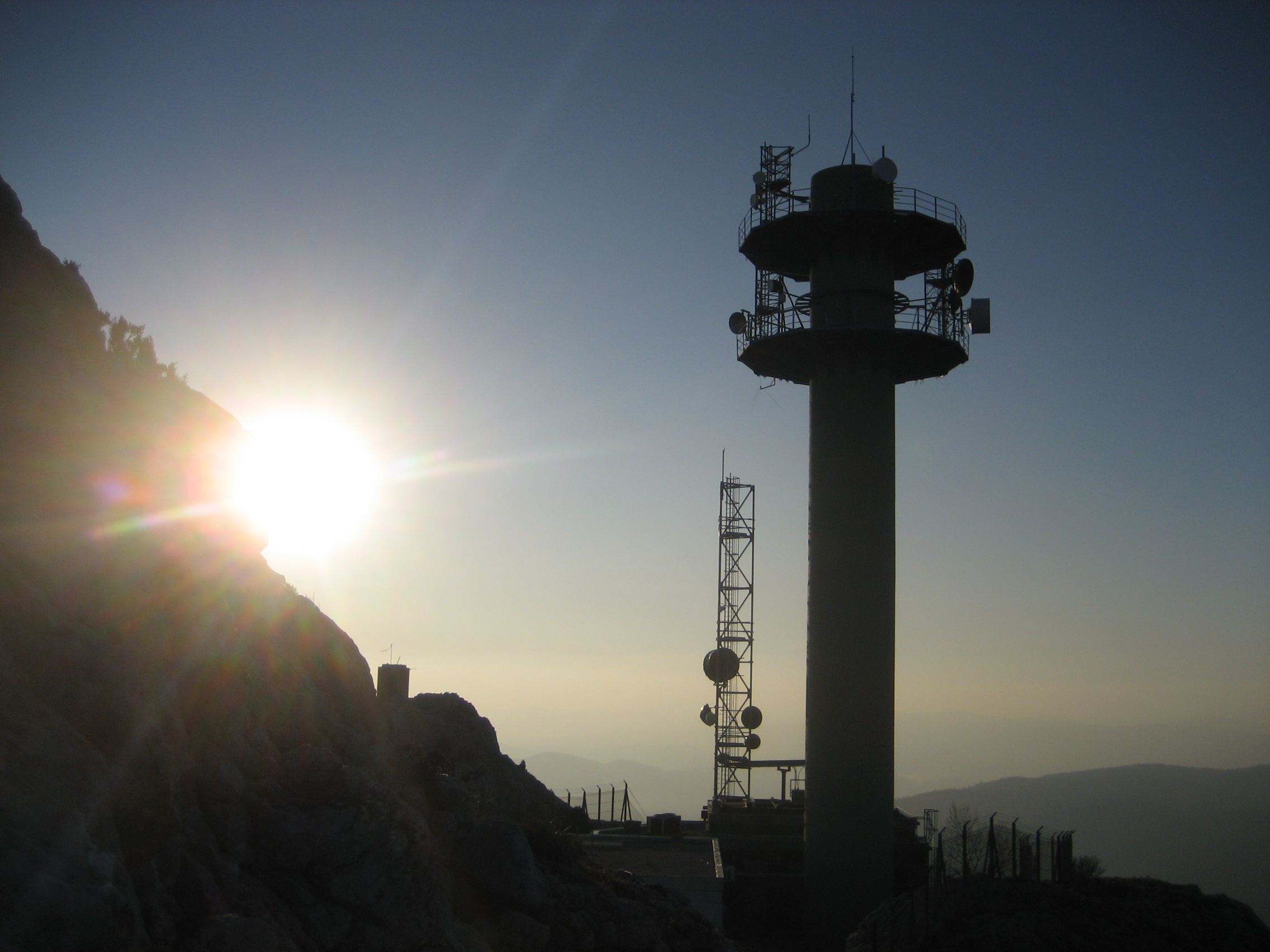
Vue du fort du mont Caume.

Le mont Caume s'élève à 801 mètres d'altitude, ce qui lui donne une position dominante dans la pointe sud de la région Provence-Alpes-Côte d'Azur. En effet, par temps très clair et dégagé, les cimes enneigées des Alpes situées aux environs de Digne-les-Bains et Allos sont visibles au nord et le panorama englobe le massif de la Sainte-Baume en passant par le Garlaban, les calanques de Marseille, La Ciotat, le littoral varois de Saint-Cyr-sur-Mer jusqu'au Lavandou et pour finir les massifs du Centre Var et du Haut Var, ainsi que la Corse. À une certaine époque de l'année, au coucher du soleil, il est aussi possible de percevoir par un effet de l'atmosphère le mirage du pic du Canigou, situé dans les Pyrénées non loin de Perpignan.

### Accès
Partant du col du Corps de Garde (390 m), il faut à peu près 4 km par la D 662 pour monter jusqu'à l'entrée de l'ancienne base militaire du mont Caume. La route à double sens est extrêmement étroite à certains endroits.
Pour accéder au sommet, il est préférable de laisser sa voiture à l'entrée de l'ancienne base et continuer à pied sur une route goudronnée. Le sommet se situe à 1 km. On peut y accéder malgré un panonceau indiquant « sauf autorisation ».

### Géologie
Si le mont Caume n'est pas directement issu de l'ancien volcan du Beausset ayant été actif il y a 70 millions d'années, il est un de ses contreforts au sud. D'ailleurs, quelques kilomètres plus bas, le village d'Évenos est entièrement bâti en roche basaltique que le volcan a expulsée lors de ses très anciennes éruptions.

### Climat

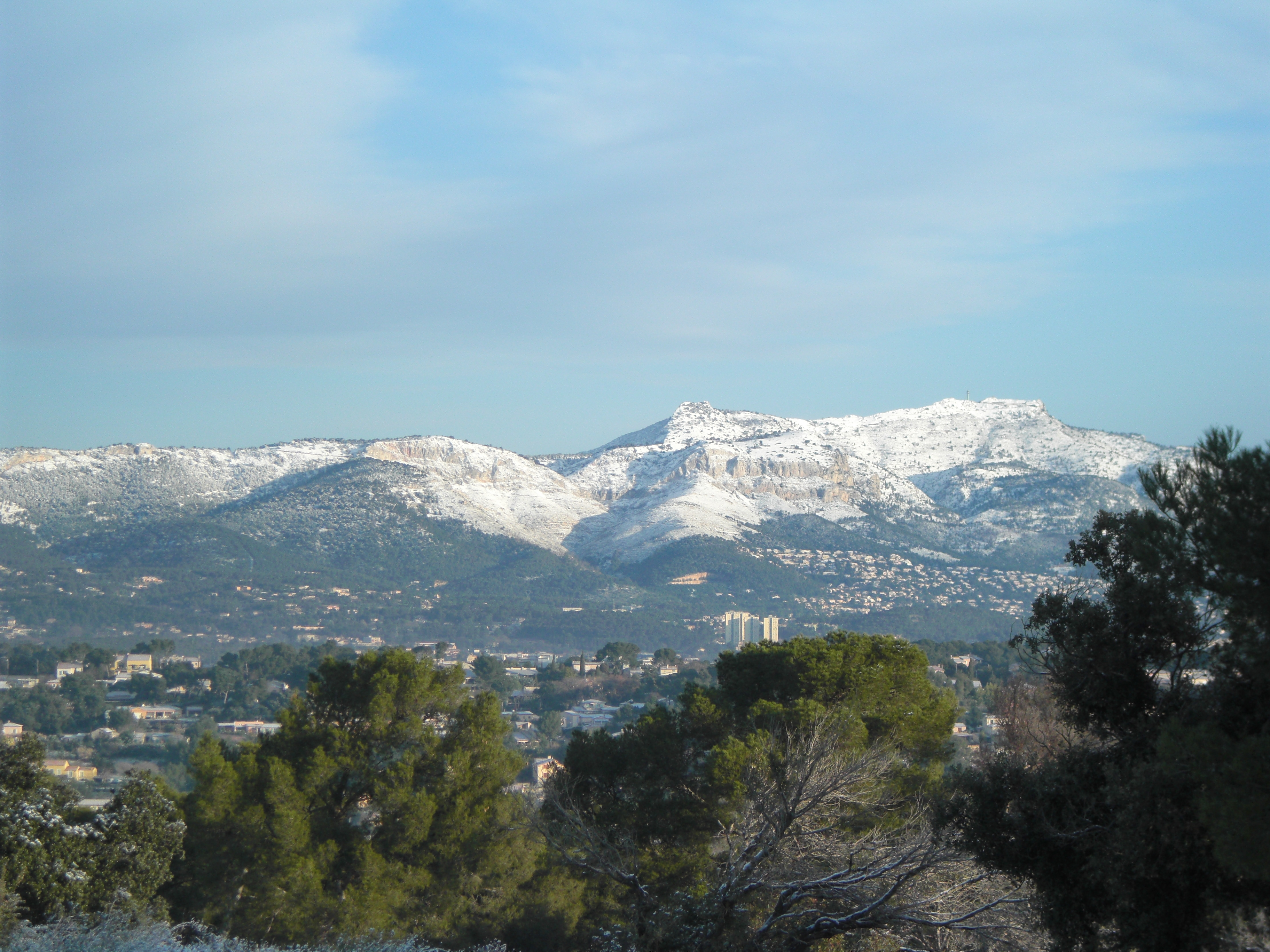
Le mont Caume et le Baou de Quatro Ouros enneigés.

Exposé au climat méditerranéen, le mont Caume n'est pourtant pas un sommet comme les autres car il est le seul chaque année à recevoir de la neige (en quantité variable selon les années) alors que les monts Faron et Coudon n'en reçoivent pas systématiquement chaque année.
D'ailleurs, il est le seul sommet avec le Baou de Quatre Oures à avoir le sommet « pelé » à cause de son exposition aux fortes chaleurs l'été, aux vents et aux températures négatives en hiver particulièrement.

## Histoire
Le passé du mont Caume est marqué par la présence militaire qui fut importante dans la première moitié du XXe siècle. De nombreux abris, anciennes casernes et emplacements de tir DCA sont encore visibles. Le mont Caume a été abandonné militairement dès la fin de la Seconde Guerre mondiale.
Cependant l'Armée de l'air était encore présente en 1965. En effet un radar y était installé et servait lors de la maintenance des installations de la BA 943 de la presqu'île de Giens dont il dépendait[réf. souhaitée].
Les bâtiments restent la propriété de l'Armée de terre qui collabore avec la région Provence-Alpes-Côte d'Azur pour protéger la biodiversité sur cette emprise.

## Environnement
Le site est classé Natura 2000.

## Installations

### Relais
Partie intégrante du paysage du mont Caume, le relais est à usage civil pour les télécommunications et militaire.

### Vigie du mont Caume
Fermée l'hiver, la vigie ouvre l'été ; c'est un poste de surveillance stratégique des feux de forêt de l'Office national des forêts constitué d'un binôme faisant partie de l'unité des forestiers sapeurs de Signes.